# Ed Verhoeven
Ed Mathew Verhoeven Reyes (8 de enero de 2001, Olmué, Chile) es un futbolista profesional chileno que se desempeña como mediocampista y actualmente milita en Cobreloa de la Primera B de Chile.

## Trayectoria
Ed debutó profesionalmente ante Santiago Morning el día 1 de junio de 2019, Ed jugó todo el partido y recibiría una amonestación en el minuto 65, el partido acabaría con victoria de San Luis de Quillota 2-0.
En julio de 2021 fue enviado a préstamo por un año y medio al equipo reserva de Club Atlético Lanús.

## Estadísticas
| Club               | Div.       | Temporada  | Liga  | Liga  | Copas nacionales | Copas nacionales | Torneos internacionales | Torneos internacionales | Total | Total |
| Club               | Div.       | Temporada  | Part. | Goles | Part.            | Goles            | Part.                   | Goles                   | Part. | Goles |
| ------------------ | ---------- | ---------- | ----- | ----- | ---------------- | ---------------- | ----------------------- | ----------------------- | ----- | ----- |
| San Luis · Chile   | 2.ª        | 2019       | 1     | 0     | —                | —                | —                       | —                       | 1     | 0     |
| San Luis · Chile   | 2.ª        | 2020       | 12    | 0     | —                | —                | —                       | —                       | 12    | 0     |
| San Luis · Chile   | 2.ª        | 2020       | —     | —     | 1                | 0                | —                       | —                       | 1     | 0     |
| San Luis · Chile   | Total club | Total club | 130   | 0     | 190              | 0                | 0                       | 0                       | 14    | 0     |
| Lanús Argentina    | 1.ª        | 2022       | —     | —     | —                | —                | —                       | —                       | 0     | 0     |
| Lanús Argentina    | Total club | Total club | 0     | 0     | 0                | 0                | 0                       | 0                       | 0     | 0     |
| Trasandino · Chile | 3.ª        | 2023       | 17    | 1     | 1                | 0                | —                       | —                       | 18    | 1     |
| Trasandino · Chile | Total club | Total club | 17    | 1     | 1                | 0                | 0                       | 0                       | 18    | 1     |
| Total club         | Total club | Total club | 30    | 1     | 2                | 0                | 0                       | 0                       | 32    | 1     |
| 1. 2. 3.           |            |            |       |       |                  |                  |                         |                         |       |       |